# Škoda Kodiaq
O Škoda Kodiaq é um automóvel crossover de segmento D produzido pela Škoda Auto, sendo baseado na plataforma MQB do Volkswagen Group, a mesma utilizada na Volkswagen Tiguan e no SEAT Ateca, o nome é inspirado no urso-de-kodiak, o veículo é vendido principalmente no mercado europeu e asiático.